# 메리 마가렛 오하라
메리 마가렛 오하라(Mary Margaret O'Hara)는 캐나다의 가수, 작곡가 겸 작사가, 배우이다.
토론토에서 태어났다.

## 영화
- 뮤지엄 아워스 (2012년) - 앤 역
- 블랙 위도우 (2005년)